# Zębowo (województwo pomorskie)
Zębowo (kaszb. Zãbòwò, niem. Symbow) – wieś w Polsce położona w województwie pomorskim, w powiecie słupskim, w gminie Kobylnica.
W latach 1975–1998 miejscowość należała administracyjnie do województwa słupskiego.
Południowo-zachodnia część wsi nosi nieoficjalną nazwę Zębowo-Kolonia (54°26′32″N 16°52′54″E).
Inne miejscowości o nazwie Zębowo: w województwie wielkopolskim, w województwie kujawsko-pomorskim

## Nazwa
Nazwa miejscowości, wzmiankowana po raz pierwszy w 1219 w formie Sambow, ma pochodzenie słowiańskie i charakter dzierżawczy. Wysunięto następujące hipotezy etymologiczne względem jej budowy słowotwórczej:
- derywacja od nazwy osobowej Ząb z formantem -owo[5],
- derywacja od nazwy osobowej Zięba z formantem -owo – wtedy poprawną rekonstrukcją nazwy byłaby forma *Ziębowo[5].

Niemiecka nazwa Symbow jest adaptacją fonetyczną pierwotnej nazwy słowiańskiej.
Rada Języka Kaszubskiego proponuje kaszubską formę nazwy Zãbòwò.

## Zabytki
- kościół z 1777, czworoboczna wieża z XV wieku, zabytkowe, barokowe wyposażenie, cenne epitafium rodowe[7].